# 문단역
문단역(Mundan station, 文丹驛)은 경상북도 봉화군 봉화읍 문단리에 위치한 영동선의 철도역이다.

## 역사
- 1949년 11월 20일 : 역사 신축 준공
- 1950년 2월 1일 : 무배치간이역으로 영업 개시[1]
- 1959년 8월 15일 : 보통역으로 승격[2]
- 1983년 2월 1일 : 여객 및 소화물 취급 중지[3]
- 1994년 12월 9일 : 역사 신축 준공
- 1997년 6월 1일 : 배치간이역으로 격하[4]
- 2001년 9월 8일 : 신호장으로 격하[5]
- 2005년 4월 1일 : 무인신호장으로 변경

## 미래
중앙선이 복선전철화 및 고속화 되면서 문수역의 컨테이너 등 화물과 물류담당 기능이 문단역으로 이전해 올 예정이다. 또한 적하선 및 적하장을 설치하는 등 현재 문수역의 시설규모 이상으로 역사를 확장할 예정이다.